# Alexander Kaschte

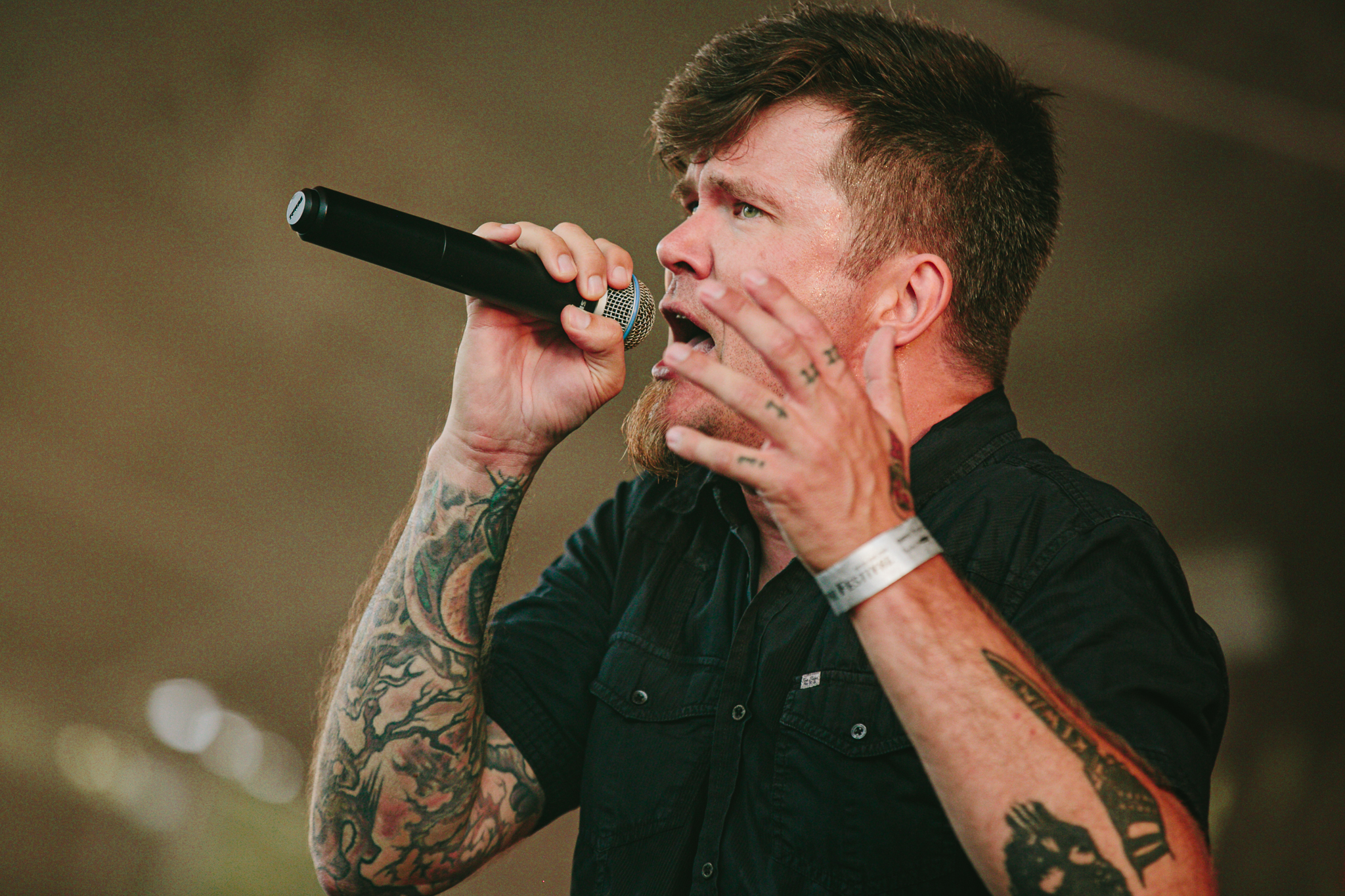
Alexander Kaschte beim Auftritt seiner Band Samsas Traum auf dem Amphi Festival, 2019.

Alexander Kaschte (* 1. März 1978 in Lahn-Wetzlar) ist ein deutscher Musiker, Songwriter, Schriftsteller und Gründer der Gruppen Samsas Traum, Weena Morloch und Miime.

## Künstlerischer Werdegang
Bekanntheit erreichte Kaschte hauptsächlich mit der Band Samsas Traum, die er 1996 gründete.
Kaschte schrieb und vertonte das Hörbuch 20 Schritte Freiheit, das allegorisch die Probleme der Massentierhaltung und -tötung anspricht; dabei erzählt er die Geschichte von einer Gruppe von Menschen, die in Käfigen gefangen gehalten (und letztlich getötet) werden. Die Figuren diskutieren im Verlauf der Geschichte unter anderem darüber, ob der Mensch mehr Würde besitzt als ein Tier. Das vierteilige Hörbuch ist auf den Bonus-CDs der neu veröffentlichten ersten vier Samsas-Traum-Alben zu finden.
2013 erschien seine Kurzgeschichte Bitte nicht ficken in der Anthologie Kranke Geschichten, sowie das Kinderbuch Asen'ka und die Worte der Wölfe: Ein Märchen für Kinder und solche, die es werden wollen. Für letzteres fertigte seine Frau Anastasia Kaschte die Illustrationen an.
Das Buch der toten Kinder erschien 2013 im eigens gegründeten Insektenhaus Verlag. Seither veröffentlichte er literarische und fotografische Gehversuche mit seinem eigenen Verlag.
Bis 2017 veröffentlichte er die Trauma Tales, eine den Tales from the Crypt nachempfundene Comicanthologie. Diese führte zur Zusammenarbeit mit Comiczeichnern aus verschiedenen europäischen Ländern und der Ausweitung der Verlagstätigkeiten auf Comicproduktionen, die bei anderen Verlagen aufgrund fehlender Mainstreamtauglichkeit nicht unter Vertrag genommen wurden.

## Kontroverse
Sowohl die Person Alexander Kaschte als auch seine musikalischen Projekte werden immer wieder kontrovers diskutiert. So stand Kaschte im Jahr 2008 wegen des Liedtextes zu Das Zeitalter der Bäume, in dem er den Genozid an allen Völkern sowie die Ausrottung der Menschheit insgesamt positiv darstellte, in der Kritik, menschenverachtende und nationalsozialistische Ideologien zu unterstützen. Der provokante Entwurf eines Logos mit der Aufschrift Stoppt die Menschheit, das laut Kaschte eine Persiflage auf die Kampagne Stop the Madness aus den 1980er Jahren darstellen sollte, heizte die Debatte weiter an. Kaschte veröffentlichte daraufhin eine Stellungnahme, in der er sich von rechtsextremistischem Gedankengut distanzierte.
Im Zusammenhang mit dem Amoklauf von Emsdetten stand Kaschte erneut in der Kritik. Der Täter Sebastian B. hatte auf seinen Selbstdarstellungen im Internet die Textzeile „Wer noch einmal meinen Weg kreuzt, hat zehn Kugeln im Gesicht“ aus dem Song Kugel im Gesicht (9mm) zitiert. Weitere Aufmerksamkeit in diesem Zusammenhang erhielt das Projekt, als Kaschte 2008 ankündigte, ein Album mit dem Namen Amok veröffentlichen zu wollen, in dem es um den Amoklauf von Emsdetten gehen sollte. Das Label weigerte sich, das Album zu veröffentlichen, da es einen Verkaufsboykott befürchtete. Die Veröffentlichung des Albums wurde mehrfach verschoben, es erschien schließlich am 1. Juli 2011 gleichzeitig mit dem neunten Samsas-Traum-Studioalbum Anleitung zum Totsein über das Label Trisol.

## Familie und Privatleben
Seit der Gründung von Samsas Traum waren einige Lebensgefährtinnen Kaschtes in sein musikalisches Schaffen involviert.
So wirkte Simone Stahl kurzzeitig als Sängerin bei Samsas Traum mit, verließ die Band jedoch nach Veröffentlichung des Debütalbums Die Liebe Gottes. Bei dem Fotomodell auf dem Originalcover dieses Albums handelte es sich um Lydia Budnick, die später auch als Gastsängerin auf dem Album Utopia zu hören war. Anita Hauser war in der Zeit der a.Ura-Tour für den Merchandising-Vertrieb der Band zuständig. Lisa Hofer moderierte ein Interview, das der limitierten Ausgabe von Wenn Schwarzer Regen beilag und steuerte auch den Songtext „Die Stunde Null“ zum Album bei.
Mittlerweile ist Kaschte mit der russischen Illustratorin und Absolventin der Moskauer Straganovka-Kunstakademie Anastasia Kaschte (geb. Ilyna) verheiratet. Die beiden haben zwei Töchter. 2012 widmete er ihnen das Album Asen'ka – Ein Märchen für Kinder und solche, die es werden wollen, der Text ist seiner Tochter gewidmet, während die Musik für seine Frau geschrieben wurde. Zwischen Anleitung zum Totsein und Poesie: Friedrichs Geschichte wurde das visuelle Konzept von Samsas Traum ausschließlich von Anastasia Kaschte gestaltet, auch die Illustration der Bücher Das Buch der toten Kinder, Asen'ka und die Worte der Wölfe sowie Mary Mondgesicht waren Kooperationsprojekte der Kaschtes. Kaschte lebt mit seiner Familie in Marburg an der Lahn.
Kaschte war von 2004 bis 2011 Veganer. In einem Fan-Interview gab er 2018 jedoch an, „bereits nach drei Jahren [...] starke gesundheitliche Probleme“ gehabt, und sich mit seinen ersten Reisen nach Russland „schlagartig vom Veganismus verabschiedet“ zu haben. Rückblickend würde er „jedem Menschen ernsthaft von dieser Ernährungsweise abraten und nie wieder die Standpunkte propagieren“, für die er damals eingetreten sei. Zudem engagierte er sich für die Tierrechtsorganisation PETA.

## Bücher
- Weißer als das Wasser, U-Line-Verlag 2014, ISBN 978-3-944154-92-3
- Das Buch der toten Kinder, U-Line-Verlag 2013, ISBN 978-3-944154-93-0
- Asen‘ka und die Worte der Wölfe, U-Line-Verlag 2013, ISBN 978-3-939239-17-8
- Mary Mondgesicht, Samsas Traum Fabrik 2017, ISBN 978-3-00-055855-9
- Und der Name des Sterns heißt Demut, Insektenhaus 2017, ISBN 978-3-00-056194-8
- Der Junge lebt im Brunnen, Insektenhaus 2019, ISBN 978-3-9819518-9-9